# Adèle Van Reeth

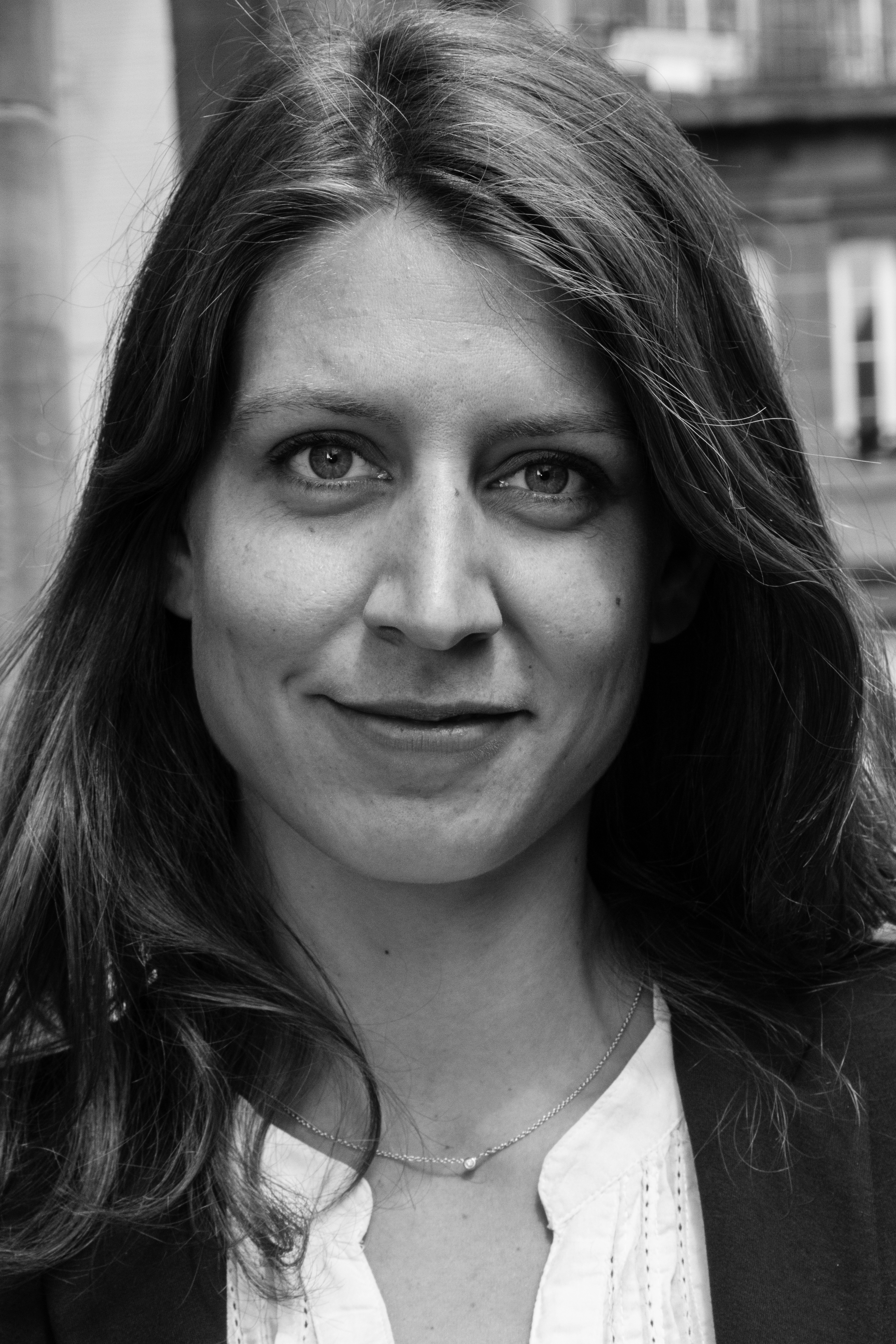
Adèle Van Reeth, 2013

Adèle Van Reeth (* 16. Dezember 1982 in Saint-Germain-en-Laye) ist eine französische Fernsehmoderatorin, Radioproduzentin und Kolumnistin. Seit September 2022 ist sie Direktorin von France Inter.

## Leben

### Privatleben
Adèle Van Reeth ist die einzige Tochter von vier Geschwistern. Ihr Vater ist Benoît Van Reeth, Archivar und Paläograph, Generalkonservator des Kulturerbes und ehemaliger Direktor der Nationalarchive für Übersee. Während ihrer Jugend zog sie im Rhythmus der Versetzungen ihres Vaters um, insbesondere nach Straßburg, Besançon und Angers.
Sie ist mit Raphaël Enthoven liiert und hat einen Sohn, dessen Schwangerschaft und Geburt im Mittelpunkt des Buches La Vie ordinaire, stehen.

### Studium
Nachdem sie einige Monate lang Architektur studiert hatte, besuchte sie eine geisteswissenschaftlich Classe préparatoire und bestand 2005 die Aufnahmeprüfung für die École normale supérieure Lettres et sciences humaines. Nach ihrer Zulassung ging sie im zweiten Jahr an die University of Chicago.

### Karriere
Adèle Van Reeth ist Spezialistin für Filmphilosophie. Sie arbeitet und spricht über das Thema des Gewöhnlichen, wobei sie sich insbesondere auf die Arbeiten des Philosophen Stanley Cavell stützt. Nachdem sie die mündliche Prüfung für die Agrégation in Philosophie nicht bestanden hatte, entschied sie sich für eine Karriere im Rundfunk. Seit September 2011 produziert und moderiert sie auf France Culture die tägliche Philosophiesendung Les Nouveaux Chemins de la connaissance zunächst an der Seite von Raphaël Enthoven, die dann 2017 mit Géraldine Mosna-Savoye in Les Chemins de la philosophie umbenannt wurde. Im Dezember 2012 wurde diese Sendung zur meist heruntergeladenen Sendung der Gruppe Radio France.
Nachdem sie 2011 an der Sendung Ça balance à Paris teilgenommen und am Philosophie Magazine (2010–2012) mitgearbeitet hatte, wurde sie drei Jahre lang regelmäßige Kolumnistin für die Sendung Le Cercle, die von Frédéric Beigbeder auf Canal+ Cinéma moderiert wurde.
Im März 2014 startete die Buchreihe Questions de caractère (Charakterfragen), in der sie mit zeitgenössischen Philosophen in Dialog tritt. Der erste Band, den sie gemeinsam mit Jean-Luc Nancy verfasst hat, handelt von La Jouissance. Anschließend ist sie Co-Autorin von Büchern über La Méchanceté (Bosheit), L'Obstination (Sturheit), Le Snobisme (Snobismus) und La Pudeur (Scham). Alle fünf Themen sind in einem Band zusammengefasst, der 2017 veröffentlicht wurde.
Anfang 2018 übernahm Adèle Van Reeth die Nachfolge von Jean-Pierre Elkabbach in der Literatursendung Livres & Vous, die in der Bibliothek des Senats aufgezeichnet wurde.
Seit September 2018 moderiert sie die Kunstsendung d'art d'art! auf France 2.
2019 ist sie in der 14. Staffel von On n’est pas couché dreimal Kolumnistin an der Seite von Franz-Olivier Giesbert, Valérie Trierweiler und dann Nicolas Poincaré.
Am 23. Februar 2022 kündigte Sibyle Veil, Präsidentin von Radio France, ihre Ernennung zur Leiterin von France Inter ab Herbst 2022 an. Sie entwirft im Tandem mit Laurence Bloch, der scheidenden Direktorin, das neue Programmschema.

## Veröffentlichungen (Auswahl)
- Réussir le bac philo (= Les Nouveaux Chemins de la connaissance). éditions Fayard, 2014, ISBN 978-2-213-68138-2 (französisch).
- Intranquillité (= Tracts de crise (n° 24)). éditions Gallimard, 2020, ISBN 978-2-07-291076-0 (französisch).
- La Vie ordinaire (= Collection Blanche (Gallimard)). éditions Gallimard, 2020, ISBN 978-2-07-289489-3 (französisch).
- Vivre et revivre encore (= Le 1 en livre). éditions de l'Aube, La Tour-d'Aigues 2021, ISBN 978-2-8159-4267-6 (französisch).
- Ouh là l'art ! RMN-GP, Paris 2021, ISBN 978-2-7118-7896-3 (französisch).
- Inconsolable (= Collection Blanche (Gallimard)). éditions Gallimard, 2023, ISBN 978-2-07-296068-0 (französisch).